# Cardesse
Cardesse – miejscowość i gmina we Francji, w regionie Nowa Akwitania, w departamencie Pireneje Atlantyckie.
Według danych na rok 1990 gminę zamieszkiwało 289 osób, a gęstość zaludnienia wynosiła 38 osób/km² (wśród 2290 gmin Akwitanii Cardesse plasuje się na 891. miejscu pod względem liczby ludności, natomiast pod względem powierzchni na miejscu 1231.).